# 文恭妃 (明世宗)
悼隱恭妃，亦稱為文恭妃（?—1532年），名失考，明朝明世宗朱厚熜之妃，正四品錦衣衛帶俸指揮僉事文榮之女，生母為郭氏。

## 生平
嘉靖元年（1522年），文氏與孝潔肅皇后陳氏、廢后張氏一同中選入宮，同年十月十六日，遣武定侯郭勛、惠安伯張偉充正使，大學士楊廷和、蔣冕充副使，冊封文氏為恭妃、張氏為順妃。根據黃佐在正德十六年撰寫的 《乾清宮賦》，當時乾清宮、坤寧宮的兩側共有六座寢宮，「東則延祺、鐘粹、毓德，西則啟祥、降禧、景仁」，文、張二妃應分別在其中一座寢宮內居住。
根據明末清初文學家毛奇齡撰《勝朝彤史拾遺記》及何喬遠撰《名山藏》的記載，嘉靖七年十月，嘉靖帝在張、文二妃奉茶進茗時，「循視其手」。孝潔肅皇后動怒，扔下杯子並起身，嘉靖帝因而大怒，讓皇后因過度驚恐而流產，隨後去世。朝鮮聖節使金光轍曾於嘉靖十五年二月在思政殿向中宗報告，說他在路途中遇到監生張雲霓和魏朝聘，張、魏二人聲稱他們從平日交好的宦官那裡打聽到一些宮禁之事，例如張皇后受寵，嘉靖帝在一次宴會中命令陳皇后敬酒時，看到她面露不悅之色而動怒。陳皇后三次敬酒，嘉靖帝都不飲，陳皇后便把酒杯擲出去，嘉靖帝當即命令她罰跪，隨後與張皇后進入別室，直到深夜才肯讓陳皇后離開。陳皇后因心力交瘁而患病，不久之後便去世。然而，以上兩種說法均沒有確實證據。
嘉靖七年（1528年）十月初二日，陳皇后去世。閏十月三十日，嘉靖帝與大學士張璁商議冊立繼任皇后的問題。張璁認為天子需要有皇后來共同承擔宗廟祭祀的重任，故皇后之位不宜長期空缺。嘉靖帝回覆說自己德行微薄，行為多有過失，身為承接祖宗大位的皇帝，卻讓原配皇后早逝，也遲遲未立儲君，每想到這些問題便深感憂慮。如今，冊立皇后之事非常難辦，或者再等待幾年也不算太晚。他不敢違背聖母蔣太后的教誨，但又擔心繼立的皇后會帶來不祥，因為人的善惡出自本性，雖然偶爾有人能改惡從善，但現在很難找到這樣的人，何況君子必須匹配賢淑的女子，而皇后更加需要謹慎選擇。嘉靖帝回憶起宮中那些品行不端的婦人在他初婚時獨斷專行，日日夜夜在蔣太后面前進言，太后卻未能察覺她們的別有用心，如果再讓這些婦人參與冊立繼任皇后的事，不如乾脆不立皇后。嘉靖帝重申自己所看重的只有德行與賢能，而非偏愛美色的私心，但是如果選擇有德之人繼立皇后，恐怕會引發不滿和怨恨，譏諷讒言也必定接踵而至。最後，嘉靖帝在諭旨中指示張璁等人將昨日引用的聖母教誨與這份旨意抄錄一份，與同僚秘密商議冊立皇后之事。十一月初九日，大學士楊一清等人上奏說悼靈皇后陳氏去世已兩個多月，朝廷內外的大臣日夜牽掛，懇請嘉靖帝遵循明宣宗與明憲宗的先例，親自從妃嬪中選定一位賢德之人冊立為皇后，正位中宮，吏部尚書桂蕚及十三道御史丘道隆等人也分別上疏請求冊立皇后。對此，嘉靖帝下旨曰：「覽卿等所奏，具悉忠愛至情，朕已遵慈命，從卿等所奏，別有勑諭禮部矣。」翌日，嘉靖帝對禮部下旨說：「今順妃張氏，往奉聖母所簡，冊以為妃，侍朕以來，克盡禮道，性資端慎，淑德允諧，可冊立為皇后，以相朕宗廟之事，共奉兩宮之養」。由此可知，張順妃當初由聖母蔣太后親自選拔，冊封為妃，侍奉嘉靖帝以來，恪守禮法，性情端莊謹慎，德行優秀，適合冊立為皇后，以協助處理宗廟祭祀與奉養兩宮皇太后之事。嘉靖帝又命禮部立即會同翰林院商議及擬定冊立皇后的儀式，選定吉日後上奏。有學者指出，文、張二妃以恭、順為封號，且文恭妃列銜在前，張順妃在後，換言之文恭妃就是東宮，但嘉靖帝在冊立繼后時，卻捨棄東宮妃文氏，選擇西宮妃張氏為皇后。對此，有兩種猜測：一說文氏在孝潔肅皇后去世時已「因罪退閒」；另一說文氏在張氏被立為繼后時，感到不忿，因而得罪嘉靖帝、被退閒。
嘉靖十年閏六月二十一日（1531年8月3日），大學士張璁曾向嘉靖帝表示：「古者天子一后、三夫人、九嬪、二十七世婦、八十一御妻。今東、西兩宫妃位未備，請宜於九嬪内冊封、進補，又宜於于氏内選補九嬪之數。其餘留内者，或與正世婦之名，以備天子之禮」。此處明確表示東西兩宫「妃位未備」，原本的東宮妃——文恭妃很有可能已經被退閒。嘉靖十一年七月初十日（1532年8月10日），文恭妃薨逝，嘉靖帝以妃「因罪退閒」，只輟朝一日，免文武百官送祭，「諸喪儀皆從殺禮」，七月十三日，文恭妃之父文榮上奏請求嘉靖帝讓他的妻子郭氏在恭妃去世後的首七日進入靈堂哭祭，但遭到嘉靖帝拒絕。文恭妃的謚號曰悼隱。嘉靖十九年九月二十九日，裕嬪王氏薨逝，輟朝一日，詔祭葬悼隱恭妃文氏例。

## 家族
- 父親文榮：嘉靖三年五月初二日，因應文恭妃之父錦衣衛右所正千戶文榮與張順妃之父張楫的請求，加陞他們為本衛帶俸指揮僉事[12]；九月初七日，給文榮漷縣昌平州等地三十七頃、張楫南宮新河縣等地三十九頃[13]；九月十三日，文榮再次請求賜予靜海縣的莊田，但戶部回奏說文榮請求的土地是牧馬草場，現已租給百姓耕種，所收取的租金會上繳戶部，因此不可再賜予。就此，嘉靖帝「命盡籍其數以聞」 [14]；同年十月初二日，文榮奏求河間府靜海縣莊田，有旨待明年秋後勘明議處[15]。嘉靖七年八月二十九日，詔准皇親文榮、張楫的請求，讓其職位世襲[16]。

- 母親郭氏：嘉靖二十八年十一月初八日，如例賜錦衣衞指揮文龍之祖母、文恭妃之母郭氏祭葬喪費，仍給墳價銀四百五十兩[17]。

- 侄子文龍、侄孫文繼祖：萬曆二十年三月十一日，已故錦衣衛指揮僉事文龍之子文繼祖請求繼承父親的職位。兵部上奏反對，認為按照慣例外戚受恩只限一代，馬福與沈承憲之例僅屬於一時的特殊恩寵，並非常例，「況繼祖親疏之分已殊，何得妄引？」萬曆帝聽從兵部的意見，不批准文繼祖繼承錦衣衛指揮僉事的職位[18]。